# Émile Ouzon
Émile Ouzon fue un deportista francés que compitió en ciclismo en la modalidad de pista. Ganó una medalla de plata en el Campeonato Mundial de Ciclismo en Pista de 1897, en la prueba de medio fondo.

## Medallero internacional
| Campeonato Mundial | Campeonato Mundial    | Campeonato Mundial | Campeonato Mundial |
| Año                | Lugar                 | Medalla            | Competición        |
| ------------------ | --------------------- | ------------------ | ------------------ |
| 1897               | Glasgow (Reino Unido) | Medalla de plata   | Medio fondo (A)    |